# Fanesca

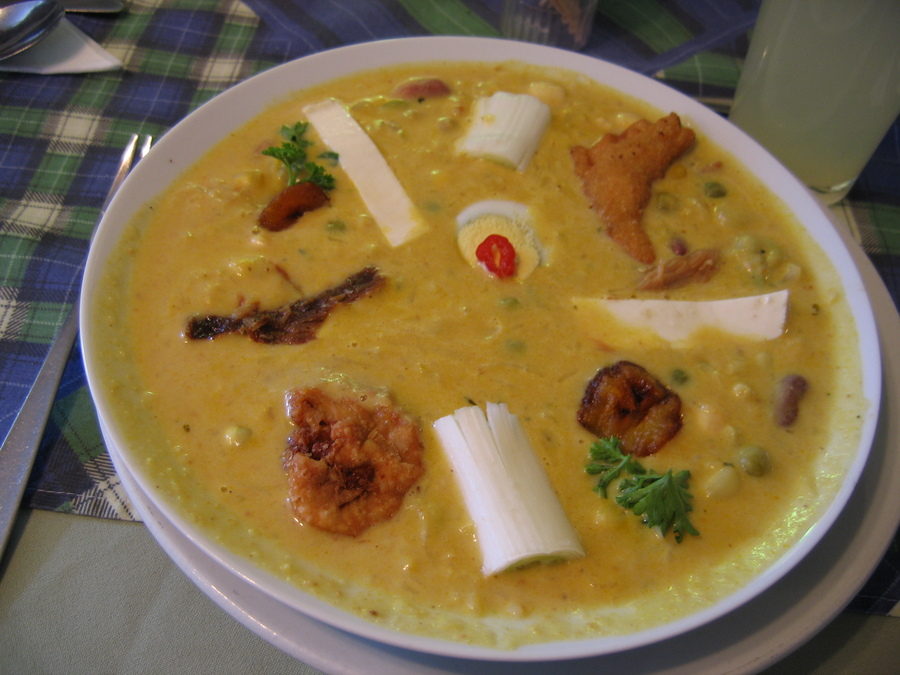
En skål med fanesca i Quito, Ecuadors huvudstad.

Fanesca är en traditionell ecuadoriansk soppa vars ingredienser och tillagningssätt varierar från region till region över hela landet, och kan till och med skifta bland familjer. Soppan tillreds och serveras vanligtvis bara en vecka före påsk. Det är en fyllig soppa, och huvudingredienser är dadelblad, kalebass, pumpa, bondbönor och tolv olika slags sädeskorn, såsom linser, majs, ärtor och några inhemska växter, för att representera kristi lärjungar, samt klippfisk (torkad och saltad torsk) som kokats i mjölk på grund av det kristna religiösa förbudet mot att äta rött kött under stilla veckan (veckan före påsk). Soppan garneras ofta med hårdkokta ägg, friterade kokbananer, örter, persilja och ibland empanadas.
Soppan äts till lunch, vilket i den ecuadorianska kulturen är dagens största mål. Matlagningen och ätningen av soppan är vanligtvis ett socialt och/eller familjärt tillfälle.